# 10.000 meter (atletiek)
De 10.000 meter is in de atletiek het langste loopnummer op de atletiekbaan dat een vast onderdeel is van alle nationale en internationale kampioenschaptoernooien. Dat wil niet zeggen dat er op de atletiekbaan in wedstrijdverband geen langere afstanden worden gelopen. Op incidentele basis worden soms ook nummers als de 20.000 m en de uurloop bij vooraanstaande baanatletiekwedstrijden verwerkt. Over het algemeen worden deze nummers in de wedstrijdprogramma’s opgenomen om atleten de gelegenheid te geven om bestaande nationale en/of wereldrecords aan te vallen.
De 10.000 meter dient in exact 25 ronden te worden gelopen; de standaardlengte van een atletiekbaan bedraagt namelijk 400 meter. Start en finish van dit atletiekonderdeel vinden dus op de finishlijn plaats.
Aangezien er ook op de weg veel wedstrijden worden georganiseerd met afstanden variërend van 10 km t/m de marathon en de nationale en internationale atletiekorganisaties hier ook officiële records in erkennen, wordt in de recordlijsten onderscheid gemaakt tussen gevestigde records op de baan en op de weg door baanrecords in meters weer te geven (bijvoorbeeld 20.000 m) en wegrecords in kilometers (bijvoorbeeld 20 km).
Bij de Olympische Spelen staat het nummer bij de mannen sinds 1912 op het programma, bij de vrouwen sinds 1988.

## Top tien aller tijden

### Mannen
| Rang | Tijd     | Atleet             | Land             | Datum            | Plaats              |
| ---- | -------- | ------------------ | ---------------- | ---------------- | ------------------- |
| 1.   | 26.11,00 | Joshua Cheptegei   | Oeganda          | 7 oktober 2020   | Valencia            |
| 2.   | 26.17,53 | Kenenisa Bekele    | Ethiopië         | 26 augustus 2005 | Brussel             |
| 3.   | 26.22,75 | Haile Gebrselassie | Ethiopië         | 1 juni 1998      | Hengelo             |
| 4.   | 26.27,85 | Paul Tergat        | Kenia            | 22 augustus 1997 | Brussel             |
| 5.   | 26.30,03 | Nicolas Kemboi     | Kenia            | 5 september 2003 | Brussel             |
| 6.   | 26.30,74 | Abebe Dinkesa      | Ethiopië         | 29 mei 2005      | Hengelo             |
| 7.   | 26.31,01 | Yomif Kejelcha     | Ethiopië         | 14 juni 2024     | Nerja               |
| 8.   | 26.31,13 | Berihu Aregawi     | Ethiopië         | 14 juni 2024     | Nerja               |
| 9.   | 26.33,84 | Grant Fisher       | Verenigde Staten | 6 maart 2022     | San Juan Capistrano |
| 10.  | 26.33,93 | Jacob Kiplimo      | Kenia            | 19 maart 2021    | Ostrava             |

Bijgewerkt: 31 juli 2024

### Vrouwen
| Rang | Tijd     | Atleet                     | Land        | Datum            | Plaats         |
| ---- | -------- | -------------------------- | ----------- | ---------------- | -------------- |
| 1.   | 28.54,14 | Beatrice Chebet            | Kenia       | 25 mei 2024      | Eugene         |
| 2.   | 29.01,03 | Letesenbet Gidey           | Ethiopië    | 8 juni 2021      | Hengelo        |
| 3.   | 29.05,92 | Gudaf Tsegay               | Ethiopië    | 25 mei 2024      | Eugene         |
| 4.   | 29.06,82 | Sifan Hassan               | Nederland   | 6 juni 2021      | Hengelo        |
| 5.   | 29.17,45 | Almaz Ayana                | Ethiopië    | 12 augustus 2016 | Rio de Janeiro |
| 6.   | 29.26,89 | Lilian Kasait Rengeruk     | Kenia       | 25 mei 2024      | Eugene         |
| 7.   | 29.27,59 | Margaret Chelimo Kipkemboi | Kenia       | 25 mei 2024      | Eugene         |
| 8.   | 29.31,78 | Wang Junxia                | Zwitserland | 8 september 1993 | Peking         |
| 9.   | 29.32,53 | Vivian Cheruiyot           | Kenia       | 12 augustus 2016 | Rio de Janeiro |
| 10.  | 29.42,56 | Tirunesh Dibaba            | Ethiopië    | 12 augustus 2016 | Rio de Janeiro |

Bijgewerkt: 25 mei 2024

## Continentale records (outdoor)
| Continent                | Geslacht | Prestatie     | Atleet                | Land | Datum            | Plaats              |
| ------------------------ | -------- | ------------- | --------------------- | ---- | ---------------- | ------------------- |
| Afrika                   | M        | 26.11,00 (WR) | Joshua Cheptegei      | UGA  | 7 oktober 2020   | Valencia            |
| Afrika                   | V        | 28.54,14 (WR) | Beatrice Chebet       | KEN  | 25 mei 2024      | Eugene              |
| Noord- en Midden-Amerika | M        | 26.33,84      | Grant Fisher          | USA  | 6 maart 2022     | San Juan Capistrano |
| Noord- en Midden-Amerika | V        | 30.03,82      | Alicia Monson         | USA  | 4 maart 2023     | San Juan Capistrano |
| Zuid-Amerika             | M        | 27.28,12      | Marilson dos Santos   | BRA  | 2 juni 2007      | Neerpelt            |
| Zuid-Amerika             | V        | 31.47,76      | Carmen de Oliveira    | BRA  | 21 augustus 1993 | Stuttgart           |
| Azië                     | M        | 26.38,76      | Ahmad Hassan Abdullah | QAT  | 5 september 2003 | Brussel             |
| Azië                     | V        | 29.31,78      | Wang Junxia           | CHN  | 8 september 1993 | Peking              |
| Europa                   | M        | 26.46,57      | Mo Farah              | GBR  | 3 juni 2011      | Eugene              |
| Europa                   | V        | 29.06,82      | Sifan Hassan          | NED  | 6 juni 2021      | Hengelo             |
| Oceanië                  | M        | 27.15,35      | Jack Rayner           | AUS  | 6 maart 2022     | San Juan Capistrano |
| Oceanië                  | V        | 30.35,54      | Kim Smith             | NZL  | 4 mei 2008       | Palo Alto           |

Bijgewerkt: 26 mei 2024

## Wereldrecordontwikkeling

### Mannen
| Tijd     | Atleet             | Nationaliteit | Plaats         | Datum             |
| -------- | ------------------ | ------------- | -------------- | ----------------- |
| 30.58,8  | Jean Bouin         | FRA           | Parijs         | 16 november 1911  |
| 30.40,2  | Paavo Nurmi        | FIN           | Stockholm      | 22 juni 1921      |
| 30.35,4  | Ville Ritola       | FIN           | Helsinki       | 25 mei 1924       |
| 30.23,2  | Ville Ritola       | FIN           | Colombes       | 6 juli 1924       |
| 30.06.2  | Paavo Nurmi        | FIN           | Kuopio         | 31 augustus 1924  |
| 30.05,5  | Ilmari Salminen    | FIN           | Kouvola        | 18 juli 1937      |
| 30.02,0  | Taisto Mäki        | FIN           | Tampere        | 29 september 1938 |
| 29.52,6  | Taisto Mäki        | FIN           | Helsinki       | 17 september 1939 |
| 29.35,4  | Viljo Heino        | FIN           | Helsinki       | 22 augustus 1944  |
| 29.28,2  | Emil Zátopek       | TCH           | Ostrava        | 11 juni 1949      |
| 29.27,2  | Viljo Heino        | FIN           | Kouvola        | 1 september 1949  |
| 29.21,2  | Emil Zátopek       | TCH           | Ostrava        | 22 oktober 1949   |
| 29.02,6  | Emil Zátopek       | TCH           | Turku          | 4 augustus 1950   |
| 29.01,6  | Emil Zátopek       | TCH           | Stara Boleslav | 25 mei 1953       |
| 28.54,2  | Emil Zátopek       | TCH           | Brussel        | 1 juni 1954       |
| 28.42,8  | Sandor Iharos      | HUN           | Boedapest      | 15 juli 1956      |
| 28.30,4  | Vladimir Koets     | URS           | Moskou         | 11 september 1956 |
| 28.18,8  | Pjotr Bolotnikov   | URS           | Kiev           | 5 oktober 1960    |
| 28.18,2  | Pjotr Bolotnikov   | URS           | Moskou         | 11 augustus 1962  |
| 28.15,6  | Ron Clarke         | AUS           | Melbourne      | 18 december 1963  |
| 27.39,4  | Ron Clarke         | AUS           | Oslo           | 14 juli 1965      |
| 27.38,4  | Lasse Virén        | FIN           | München        | 3 augustus 1972   |
| 27.30,8  | David Bedford      | GBR           | Londen         | 13 juli 1973      |
| 27.30,5  | Samson Kimobwa     | KEN           | Helsinki       | 30 juni 1977      |
| 27.22,4  | Henry Rono         | KEN           | Wenen          | 11 juni 1978      |
| 27.13,81 | Fernando Mamede    | POR           | Stockholm      | 2 juli 1984       |
| 27.08,23 | Arturo Barrios     | MEX           | Berlijn        | 18 augustus 1989  |
| 27.07,91 | Richard Chelimo    | KEN           | Stockholm      | 5 juli 1993       |
| 26.58,38 | Yobes Ondieki      | KEN           | Oslo           | 10 juli 1993      |
| 26.52,23 | William Sigei      | KEN           | Oslo           | 22 juli 1994      |
| 26.43,53 | Haile Gebrselassie | ETH           | Hengelo        | 5 juni 1995       |
| 26.38,08 | Salah Hissou       | MAR           | Brussel        | 23 augustus 1996  |
| 26.31,32 | Haile Gebrselassie | ETH           | Oslo           | 4 augustus 1997   |
| 26.27,85 | Paul Tergat        | KEN           | Brussel        | 22 augustus 1997  |
| 26.22,75 | Haile Gebrselassie | ETH           | Hengelo        | 1 juni 1998       |
| 26.20,31 | Kenenisa Bekele    | ETH           | Ostrava        | 8 juni 2004       |
| 26.17,53 | Kenenisa Bekele    | ETH           | Brussel        | 26 augustus 2005  |
| 26.11,00 | Joshua Cheptegei   | UGA           | Valencia       | 7 oktober 2020    |

### Vrouwen
| Tijd     | Atleet             | Nationaliteit | Plaats         | Datum            |
| -------- | ------------------ | ------------- | -------------- | ---------------- |
| 32.17,20 | Jelena Sipatowa    | URS           | Moskou         | 19 oktober 1981  |
| 31.35,3  | Mary Decker        | USA           | Eugene         | 16 juli 1982     |
| 31.35,01 | Ljoedmila Baranova | URS           | Krasnodar      | 29 mei 1983      |
| 31.27,58 | Raisa Sadrejdinova | URS           | Odessa         | 7 september 1983 |
| 31.13,78 | Olga Bondarenko    | URS           | Kiev           | 24 juni 1984     |
| 30.59,42 | Ingrid Kristiansen | NOR           | Oslo           | 27 juli 1985     |
| 30.13,74 | Ingrid Kristiansen | NOR           | Oslo           | 5 juli 1986      |
| 29.31,78 | Wang Junxia        | CHN           | Peking         | 8 september 1993 |
| 29.17,45 | Almaz Ayana        | ETH           | Rio de Janeiro | 12 augustus 2016 |
| 29.06,82 | Sifan Hassan       | NED           | Hengelo        | 6 juni 2021      |
| 29.01,03 | Letesenbet Gidey   | ETH           | Hengelo        | 8 juni 2021      |
| 28.54,14 | Beatrice Chebet    | KEN           | Eugene         | 25 mei 2024      |

## Medaillewinnaars op de Olympische Spelen

### Mannen
| Jaar | Goud                   | Zilver                  | Brons                  |
| ---- | ---------------------- | ----------------------- | ---------------------- |
| 1912 | Hannes Kolehmainen FIN | Lewis Tewanima USA      | Albin Stenroos FIN     |
| 1920 | Paavo Nurmi FIN        | Joseph Guillemot FRA    | James Wilson GBR       |
| 1924 | Ville Ritola FIN       | Edvin Wide SWE          | Eero Berg FIN          |
| 1928 | Paavo Nurmi FIN        | Ville Ritola FIN        | Edvin Wide SWE         |
| 1932 | Janusz Kusociński POL  | Volmari Iso-Hollo FIN   | Lasse Virtanen FIN     |
| 1936 | Ilmari Salminen FIN    | Arvo Askola FIN         | Volmari Iso-Hollo FIN  |
| 1948 | Emil Zátopek TCH       | Alain Mimoun FRA        | Bertil Albertsson SWE  |
| 1952 | Emil Zátopek TCH       | Alain Mimoun FRA        | Alexandr Anufrijev URS |
| 1956 | Vladimir Koets URS     | József Kovács HUN       | Allan Lawrence AUS     |
| 1960 | Pjotr Bolotnikov URS   | Hans Grodotzki EUA/ GDR | Dave Power AUS         |
| 1964 | Billy Mills USA        | Mohammed Gammoudi TUN   | Ron Clarke AUS         |
| 1968 | Naftali Temu KEN       | Mamo Wolde ETH          | Mohammed Gammoudi TUN  |
| 1972 | Lasse Virén FIN        | Miel Puttemans BEL      | Miruts Yifter ETH      |
| 1976 | Lasse Virén FIN        | Carlos Lopes POR        | Brendan Foster GBR     |
| 1980 | Miruts Yifter ETH      | Kaarlo Maaninka FIN     | Mohammed Kedir ETH     |
| 1984 | Alberto Cova ITA       | Michael McLeod GBR      | Mike Musyoki KEN       |
| 1988 | Brahim Boutayeb MAR    | Salvatore Antibo ITA    | Kipkemboi Kimeli KEN   |
| 1992 | Khalid Skah MAR        | Richard Chelimo KEN     | Addis Abebe ETH        |
| 1996 | Haile Gebrselassie ETH | Paul Tergat KEN         | Salah Hissou MAR       |
| 2000 | Haile Gebrselassie ETH | Paul Tergat KEN         | Assefa Mezgebu ETH     |
| 2004 | Kenenisa Bekele ETH    | Sileshi Sihine ETH      | Zersenay Tadese ERI    |
| 2008 | Kenenisa Bekele ETH    | Sileshi Sihine ETH      | Micah Kogo KEN         |
| 2012 | Mo Farah GBR           | Galen Rupp USA          | Tariku Bekele ETH      |
| 2016 | Mo Farah GBR           | Paul Tanui KEN          | Tamirat Tola ETH       |
| 2020 | Selemon Barega ETH     | Joshua Cheptegei UGA    | Jacob Kiplimo UGA      |
| 2024 | Joshua Cheptegei UGA   | Berihu Aregawi ETH      | Grant Fisher USA       |

### Vrouwen
| Jaar | Goud                 | Zilver                 | Brons                 |
| ---- | -------------------- | ---------------------- | --------------------- |
| 1988 | Olga Bondarenko URS  | Liz McColgan GBR       | Jelena Zjoepijova URS |
| 1992 | Derartu Tulu ETH     | Elana Meyer RSA        | Lynn Jennings USA     |
| 1996 | Fernanda Ribeiro POR | Wang Junxia CHN        | Gete Wami ETH         |
| 2000 | Derartu Tulu ETH     | Gete Wami ETH          | Fernanda Ribeiro POR  |
| 2004 | Xing Huina CHN       | Ejegayehu Dibaba ETH   | Derartu Tulu ETH      |
| 2008 | Tirunesh Dibaba ETH  | Elvan Abeylegesse TUR  | Shalane Flanagan USA  |
| 2012 | Tirunesh Dibaba ETH  | Sally Kipyego KEN      | Vivian Cheruiyot KEN  |
| 2016 | Almaz Ayana ETH      | Vivian Cheruiyot KEN   | Tirunesh Dibaba ETH   |
| 2020 | Sifan Hassan NED     | Kalkidan Gezahegne BRN | Letesenbet Gidey ETH  |

1988: Olga Bondarenko ·
1992: Derartu Tulu ·
1996: Fernanda Ribeiro ·
2000: Derartu Tulu ·
2004: Xing Huina ·
2008: Tirunesh Dibaba ·
2012: Tirunesh Dibaba ·
2016: Almaz Ayana ·
2020: Sifan Hassan ·
2024: Beatrice Chebet
1912: Hannes Kolehmainen ·
1920: Paavo Nurmi ·
1924: Ville Ritola ·
1928: Paavo Nurmi ·
1932: Janusz Kusociński ·
1936: Ilmari Salminen ·
1948: Emil Zátopek ·
1952: Emil Zátopek ·
1956: Vladimir Koets ·
1960: Pjotr Bolotnikov ·
1964: Billy Mills ·
1968: Naftali Temu ·
1972: Lasse Virén ·
1976: Lasse Virén ·
1980: Miruts Yifter ·
1984: Alberto Cova ·
1988: Brahim Boutayeb ·
1992: Khalid Skah ·
1996: Haile Gebrselassie ·
2000: Haile Gebrselassie ·
2004: Kenenisa Bekele ·
2008: Kenenisa Bekele ·
2012: Mo Farah ·
2016: Mo Farah ·
2020: Selemon Barega ·
2024: Joshua Cheptegei
1987 Ingrid Kristiansen ·
1991 Liz McColgan ·
1993 Wang Junxia ·
1995 Fernanda Ribeiro ·
1997 Sally Barsosio ·
1999 Gete Wami ·
2001 Derartu Tulu ·
2003 Berhane Adere ·
2005 Tirunesh Dibaba ·
2007 Tirunesh Dibaba ·
2009 Linet Masai ·
2011 Vivian Cheruiyot ·
2013 Tirunesh Dibaba ·
2015 Vivian Cheruiyot ·
2017: Almaz Ayana ·
2019 Sifan Hassan ·
2022 Letesenbet Gidey ·
2023 Gudaf Tsegay
1983 Alberto Cova ·
1987 Paul Kipkoech ·
1991 Moses Tanui ·
1993 Haile Gebrselassie ·
1995 Haile Gebrselassie ·
1997 Haile Gebrselassie ·
1999 Haile Gebrselassie ·
2001 Charles Kamathi ·
2003 Kenenisa Bekele ·
2005 Kenenisa Bekele ·
2007 Kenenisa Bekele ·
2009 Kenenisa Bekele ·
2011 Ibrahim Jeilan ·
2013 Mo Farah ·
2015 Mo Farah ·
2017 Mo Farah ·
2019 Joshua Cheptegei · 
2022 Joshua Cheptegei · 
2023 Joshua Cheptegei